# Lésions cutanées allergiques (maladie professionnelle)
Une lésion cutanée allergique constituant un eczéma allergique peut être reconnu, en France comme maladie professionnelle, dans certaines conditions.
Ce sujet relève du domaine de la législation sur la protection sociale et a un caractère davantage juridique que médical. Pour la description clinique de la maladie, se reporter à l'article suivant :

## Législation enFrance

### Régime général
| Fiche Maladie Professionnelle | Fiche Maladie Professionnelle | Fiche Maladie Professionnelle |
| Ce tableau définit les critères à prendre en compte pour qu'un eczéma allergique soit pris en charge au titre de la maladie professionnelle | Ce tableau définit les critères à prendre en compte pour qu'un eczéma allergique soit pris en charge au titre de la maladie professionnelle | Ce tableau définit les critères à prendre en compte pour qu'un eczéma allergique soit pris en charge au titre de la maladie professionnelle |
| Régime Général. Date de création : 2 juin 1977                                                                                              | Régime Général. Date de création : 2 juin 1977                                                                                              | Régime Général. Date de création : 2 juin 1977 |
| Tableau N° 65 RG | Tableau N° 65 RG | Tableau N° 65 RG |
| Lésions eczématiformes de mécanisme allergique                                                                                              | Lésions eczématiformes de mécanisme allergique                                                                                              | Lésions eczématiformes de mécanisme allergique |
| --- | --- | --- |
| Désignation des Maladies | Délai de prise en charge | Liste indicative des principaux travaux susceptibles de provoquer ces maladies |
| Lésions eczématiformes récidivant en cas de nouvelle exposition au risque ou confirmées par un test épicutané positif au produit manipulé.  | 15 jours | Préparation, emploi, manipulation des agents nocifs limitativement énumérés ci-après : A. - Agents chimiques Acide chloroplatinique Chloroplatinates alcalins Cobalt et ses dérivés Persulfates alcalins Thioglycolate d'ammonium Épichlorhydrine Hypochlorites alcalins Ammoniums quaternaires et leurs sels, notamment dans les agents détergents cationiques Dodécyl-aminoéthyl glycine Insecticides organochlorés Phénothiazines Pipérazine Mercapo-benzothiazole Sulfure de tétraméthyl thiurame Acide mercapto-propionique et ses dérivés N-isopropyl N-phénylparaphénylènediamine et ses dérivés Hydroquinone et ses dérivés Dithiocarbamates Sels de diazonium, notamment chlorure de diéthylaminobenzène diazonium Benzisothiazolinone-3-one Dérivés de la thiourée Acrylates et méthacrylates Résines dérivées du para-tert-butylphénol et du para-tertbutylcatéchol Dicyclohexylcarbodiimide B. - Produits végétaux ou d'origine végétale Produits d'extraction du pin, notamment essence de térébenthine, colophane et ses dérivés Baume du Pérou Urushiol (laque de Chine) Plantes contenant des lactones sesquiterpéniques (notamment artichaut, arnica, chrysanthème, camomille, laurier noble, saussurea, EN:frullania, bois de tulipier, armoise, dahlia) Primevère Tulipe Alliacées (notamment ail et oignon) Farines de céréales |
| Date de mise à jour : 11 février 2003 | | |

### Régime agricole
| Fiche Maladie Professionnelle | Fiche Maladie Professionnelle | Fiche Maladie Professionnelle |
| Ce tableau définit les critères à prendre en compte pour qu'un eczéma allergique soit pris en charge au titre de la maladie professionnelle | Ce tableau définit les critères à prendre en compte pour qu'un eczéma allergique soit pris en charge au titre de la maladie professionnelle | Ce tableau définit les critères à prendre en compte pour qu'un eczéma allergique soit pris en charge au titre de la maladie professionnelle |
| Régime Agricole. Date de création : 16 janvier 1979                                                                                         | Régime Agricole. Date de création : 16 janvier 1979                                                                                         | Régime Agricole. Date de création : 16 janvier 1979                                                                                         |
| Tableau N° 44 RA | Tableau N° 44 RA | Tableau N° 44 RA |
| Lésions eczématiformes de mécanisme allergique                                                                                              | Lésions eczématiformes de mécanisme allergique                                                                                              | Lésions eczématiformes de mécanisme allergique                                                                                              |
| --- | --- | --- |
| Désignation des Maladies | Délai de prise en charge | Liste indicative des principaux travaux susceptibles de provoquer ces maladies                                                              |
| Lésions eczématiformes récidivant après nouvelle exposition au risque ou confirmées par un test épicutané positif au produit manipulé.      | 15 jours | Manipulation ou emploi habituels, dans l'activité professionnelle, de tous produits.                                                        |
| Conjonctivite aiguë bilatérale récidivant en cas de nouvelle exposition ou confirmée par un test.                                           | 7 jours | Manipulation ou emploi habituels, dans l'activité professionnelle, de tous produits.                                                        |
| Urticaire de contact récidivant en cas de nouvelle exposition et confirmé par un test.                                                      | 7 jours | Manipulation ou emploi habituels, dans l'activité professionnelle, de tous produits.                                                        |
| Date de mise à jour : 19 janvier 1998 | | |